# Bornholms Stemme (radio)
Bornholms Stemme version II - også kaldet 'Stemman' er en lokal-national streamingsradio og et podcastunivers etableret i 2020 med det formål at producere temabaseret nicheindhold efter et journalistiske koncept om, at fordybelse er en fornøjelse.
 For alternative betydninger, se Bornholms Stemme. (Se også artikler, som begynder med Bornholms Stemme)

## Bornholms Stemme 2020 version II
Journalist Anita Corpas mfl. genstarter Bornholms Stemme som streamingsradio og podcastunivers i 2020. Den 29. august 2020 sender Bornholms Stemme på https://app.stemman.dk/ for første gang med et fuldt weekendprogram godt hjulpet af en stribe dygtige, frivillige og passionerede mennesker, der leverer indslag og podcasts til lyduniverset. Stationen har til huse på Møbelfabrikken i Nexø.
Bornholms Stemmes primære opgave er at producere temabaseret nicheindhold efter et journalistiske koncept om, at fordybelse er en fornøjelse, hvilket også er stationens tac-line. Informationshjemmeside findes på https://bornholmsstemme.dk/
Baggrund for initiativet er, at VIDEN, VÆGT OG VISDOM nu engang kommer med alderen. Og intet andet sted i landet er koncentrationen af erfaring og forstand så høj som på Bornholm. Brandet er at lave programmer, der gør fordybelse til en fornøjelse.
Bornholms Stemme er temaradio, hvilket betyder, at lyttere ikke altid vil få dét, de forventer sig hver dag, hvorimod ambitionen er, at blot én dag kan blive en foretrukken lyttedag. For så vil andre dage måske blive dage, hvor man læner sig tilbage og bliver klogere på noget nyt.
Bornholms Stemme har modtaget støtte fra LAG-Bornholm, Brdr. Larsens Legat og Hjælpefonden Journalistgaarden.

## Bornholms Stemme 1988-2006
(Omtalt som Stemman) var en reklamefinancieret lokalradio, der eksisterede på Bornholm fra 1988 og frem til marts 2006. Stationen havde hovedkvarter i Myrelængen på et firlænget nedlagt landbrug uden for Østerlars.
Radiostationen henvendte sig overordnet set til "fødte" lidt ældre bornholmere med lokalstof, bornholmsktalende værter på flere programmer og musik fra dansktoppen. Der var også programmer bl.a. redigeret af en "ført" Mille Ludvigsen for et yngre publikum samt nyheder fra resten af landet.
Generaldirektør Erik Truelsen og fru generaldirektør Kirsten Reipurt lagde grundstenen til stationen, der delte frekvenser med Bornholms Kristne Nærradio. Bornholms Stemme blev drevet dels for reklamepenge, dels for hjælp fra støttemedlemmer, der indbetalte til radioens girokonto. De fleste programmer var underholdning og aktuel debat i trit med generaldirektørparrets ånd, idet det selv var glad for at følge verdens gang med en humoristisk synsvinkel.
Bornholms Stemme brugte blandt andet sloganet "de lyse frekvenser", der var spredt godt ud over skalaen: 92,8 – 93,1 – 98,6 – 104,4 og især 104,9 på Allingesenderen. Det overraskede afgjort visse bilturister, der var vant til at høre The Voice på den frekvens i København. I logoet stod BVB Bornholms Stemme, hvor BVB angiveligt betød "Bevar Vore Badedyr".[kilde mangler] Ved stationens start bragte Bornholms Tidende et billede af Erik Truelsen i et badekar fyldt med badedyr.[kilde mangler] Gæsterne til indvielsen fik en opfordring: medbring badedyr. Truelsen selv skaffede et helt parti oppustelige røgede sild.
Bornholms Stemme var altid at finde på scenen ved det årlige dyrskue i Almindingen, hvor der blev spillet op til dans om aftenen og sendt nyheder.
Tidligere medarbejdere fra stationen søgte at starte en konkurrerende station, Radio Rouletten og bad om sendetid på de samme frekvenser; det skabte en vis debat.